# 尚一枝
首里大君按司加那志（？—1570年8月19日），號一枝，是琉球國第二尚氏王朝王族。她是尚元王之女，母親為尚元王的王妃梅岳。
一枝嫁給小祿御殿三世當主尚懿（與那城王子朝賢）為妻室，據《中山世譜》記載，她是尚寧的生母。
據《王代記》記載，一枝於隆慶四年庚午七月十八日（1570年8月19日）薨，其墓葬所在地不詳。根據小祿御殿的家譜記載，尚宏（具志頭王子朝盛）也是她的兒子，然而該家譜記載尚宏生於萬曆六年（1578年），這與《王代記》中記載的一枝死亡年互相矛盾。